# Wildau
Wildau – miasto w Niemczech w kraju związkowym Brandenburgia, w powiecie Dahme-Spreewald. Do 31 marca 2013 samodzielna gmina.

## Geografia
Wildau położone jest niedaleko Berlina, nad rzeką Dahme.

## Współpraca
Miejscowości partnerskie:
- Hückelhoven, Nadrenia Północna-Westfalia
- Lechbruck am See, Bawaria
- Rewal, Polska
- Salla, Finlandia
- Taufkirchen, Bawaria
- Siegburg, Nadrenia Północna-Westfalia

## Przypisy

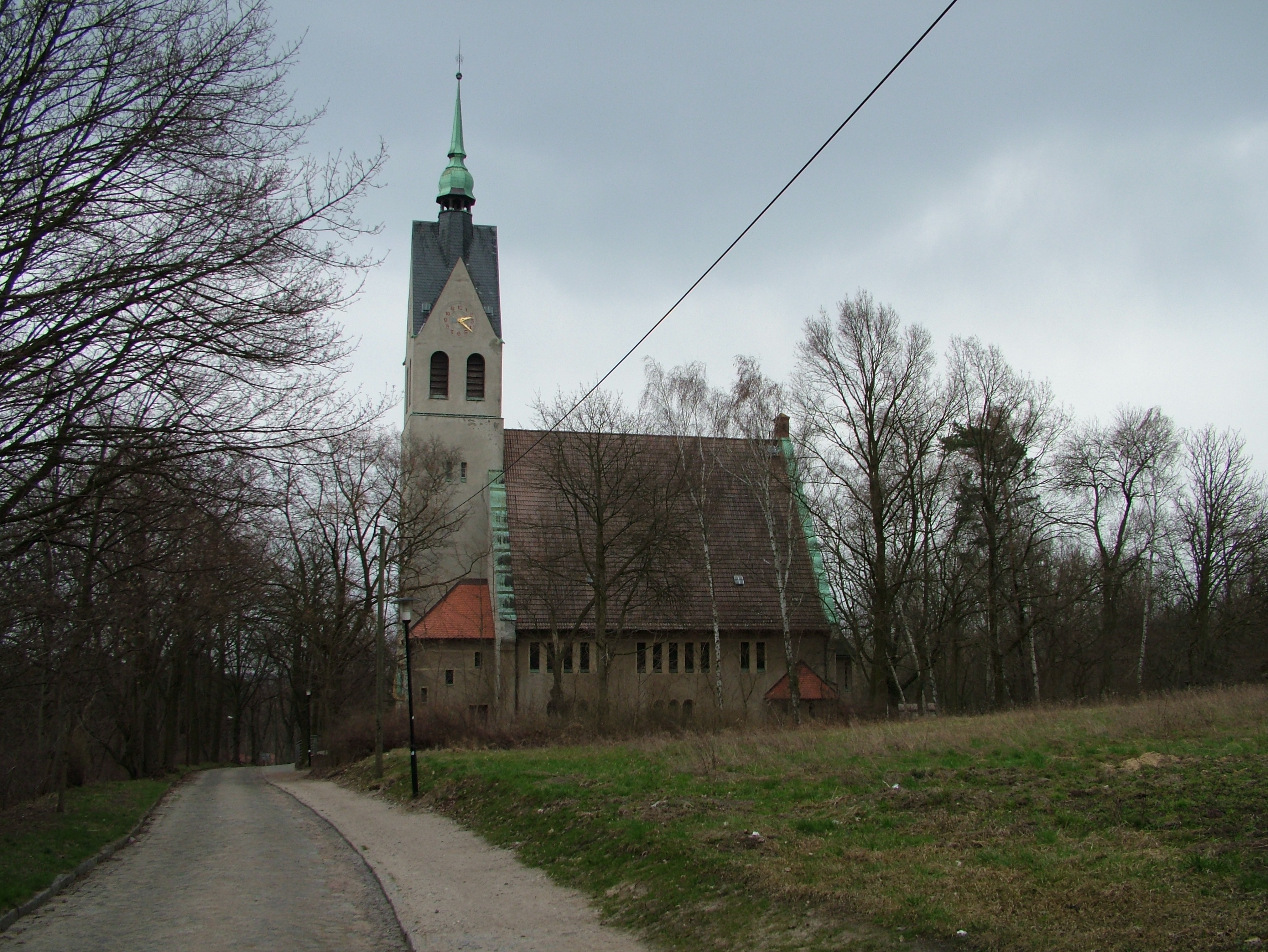
Kościół w Wildau